# Patrick Harismendy
Pour les articles homonymes, voir Harismendy.
Patrick Harismendy, né le 25 avril 1962, est un historien français et professeur d'histoire à l'université Rennes 2. Il est spécialiste de l'histoire politique, religieuse et culturelle de la France au XIXe siècle.

## Biographie
Il soutient en 1994 une thèse intitulée « Un héritier de la République : Sadi Carnot », sous la direction de Jean-Marie Mayeur, à l'Université Paris IV, puis présente un mémoire d'habilitation universitaire à l'université de Rennes 2, en 2001, qu'il publie sous l'intitulé Le Parlement des Huguenots. Organisations et synodes réformés français au XIXe siècle. Il est professeur d'histoire contemporaine à l'université Rennes 2. 
Ses travaux de recherche portent sur l'histoire du protestantisme et l'histoire sociale, culturelle et religieuse du XIXe siècle.

## Publications

### Ouvrages
- Sadi Carnot, l'ingénieur de la République, Perrin, 1995.
- « Un édit “impensable” », Bulletin de la Société de l'histoire du protestantisme français, vol. 144, janvier-juin 1998, p. 399-414, [lire en ligne]
- « « Église », temple et paroisse dans l'espace réformé », Annales de Bretagne et des pays de l’Ouest, vol. 110, no 4,‎ 2003, p. 139-149 (lire en ligne, consulté le 23 décembre 2020).
- Le Parlement des Huguenots. Organisations et synodes réformés français au XIXe siècle, PUR, 2005, 435 p..
- Pour une histoire de la France libre, avec Erwan Le Gall, Rennes, PUR, 2012, 192 p.  (ISBN 978-2-7535-1734-9)
- Algérie : sortie(s) de guerre, 1962-1965 (avec Vincent Joly), Rennes, PUR, 2014, 230 p.  (ISBN 978-2753532649)

### Direction d'ouvrages
- avec Michel Lagrée et Michel Denis, L'Ouest-Éclair. Naissance et essor d'un grand quotidien régional, PUR, 2000.
- La France des années 1830 et l'esprit de réforme, PUR, 2006.